# Jokerit
Jokerit (Fins voor Jokers) is een Finse ijshockeyclub die uitkomt in de Mestis. Hun thuisbasissen zijn sinds 2022 de Helsingin jäähalli en het ijsstadion van Kerava.

## Geschiedenis

### Vroege geschiedenis
Jokerit ontstond voornamelijk uit een andere Finse (amateur)ijshockeyclub, Töölön Vesa, die met zware schulden zat. Aimo Mäkinen, een bouwmeester, nam van deze gelegenheid gebruik om een nieuwe, semi-professionele sportclub op te richten; voor de helft van de schulden van Vesa, zouden ze in principe de club overnemen, inclusief jeugdspelers en de vrije plaats in de SM-sarja, de op een na hoogste Finse klasse.
Op de oprichtende vergadering, op 27 oktober 1967 werd de nieuwe club, Jokerit, opgericht. De eigenaar van de club, Mäkinen, koos ervoor om zelf zowel bestuurlijke functies als management op zich te nemen. Het logo van de club is een nar, overgenomen van de joker uit een kaartspel.
Hun thuisbasis was de Helsinki Ice Hall.
Mäkinen had niet de bedoeling om in de lagere regionen van de Finse competitie te blijven hangen. Hierdoor voerde hij zeer grote veranderingen door, waarbij maar een paar spelers van Töölön Vesa in de club werden gehouden. Een van de meest bekende spelers die wél werd gehouden is Timo Turunen, wiens record van meeste aantal clubgoals gescoord nog steeds niet verbeterd is.

### Promotie naar de SM-Sarja
De promotie naar het (toenmalige) hoogste niveau, gebeurde 2 jaren later. Meteen na de promotie begon Mäkinen nieuwe (ster)spelers aan te kopen, onder hen Ilpo Koskela, Henry Leppä en Timo Surtinen.
In 1969 versoepelde de IIHF haar regels in verband met het zogenaamde "body-checken". Vroeger mocht dit alleen maar in het verdedigend gebied, nu werd het toegestaan op de hele baan. De SM-Sarja onderging een tactische revolutie doordat fysiek spel een middel tot succes werd. Matti Lampainen, de coach van Jokerit, vond dat deze manier van spelen niet goed was voor zijn team. Hij liet Jokerit daarom een technisch en tactisch spel spelen. Deze methode werd het handelsmerk van Jokerit tot in de late jaren 90 en gaf Jokerit de bijnaam "neitikiekko" dat vertaald kan worden als "spelend zoals vrouwen".
Jokerit richtte ook een eigen jeugdcompetitie op, de Kanada-sarja, met 500 jeugdspelers. Dit aantal verdrievoudigde in de volgende jaren. De Kanada-sarja haalde het einde van de jaren 70 niet, maar Jokerit haalde er voordeel uit door de continue toestroom van jong talent.
Ondanks de tweede plaats in 1971 en de kampioenstitel in 1973 slaagde Jokerit er niet in om uit zijn financiële problemen te komen. Mäkinen probeerde dit op te lossen door, wanneer er sterspelers vertrokken, deze te vervangen door jeugdspeler. Het succes van Jokerit ging echter achteruit en de club slaagde er maar net in om een degradatie te voorkomen.

### Succes en financiële problemen
Toen er zich in 1980 een nieuwe kandidaat aanbood, besloot Mäkinen zich terug te trekken als eigenaar van de club, hoewel hij wel nog actief bleef bij de jongeren. De nieuwe eigenaar, Jokeriklubin Tuki ry, was een associatie onder leiding van een rad van bestuur.
Onder leiding van deze associatie bereikte de club opnieuw een hoogtepunt, met de aankoop van Nikolai Makarov, een verdediger uit het nationale team van de Sovjet-Unie. Mede dankzij deze nieuwe speler behaalde Jokerit de finale van de play-offs, waarin het werd verslagen door stadsgenoot en "grote broer" HIFK.
De club kreeg echter opnieuw financiële problemen, en het korte succes was snel tenietgedaan. Een paar jaar later ging Jokerit bijna bankroet, waardoor ze veel spelers moesten verkopen. Ook degradeerde de club in 1987. In het dieptepunt van de crisis haalde Jokerit eigen talent naar de club. De junioren van de club hadden immers in 1988 het kampioenschap gewonnen. Uit deze junioren kwamen een aantal veelbelovende spelers, zoals Mikä Strömberg, de verdediger die in de clubgeschiedenis het meeste goals maakte, en Teemu Selänne, de record-breker in de NHL
Nu de club was versterkt met veelbelovende spelers, werden ook nieuwe eigenaars gevonden. Samen richtten ze Jokeri-Hockey oy op, waarmee ze de eerste bv(ba) werden die eigenaars waren van een sportclub in Finland.
Het team bereikte opnieuw goede resultaten en promoveerde terug naar het hoogste niveau, de SM-liiga. Echter kreeg de club opnieuw financiële problemen, veroorzaakt door slecht management en onenigheden tussen de leden van de raad van bestuur.

### Harkimo
In 1991 verkreeg Harry Harkimo, een lid van de Raad van Bestuur de meerderheid van de aandelen in Jokerit. Hij benoemde zich hierop als voorzitter, schortte alle managementposities op en benoemde zijn vrouw, Leena Harkimo als directeur. Hierop verdwenen alle onenigheden en begon Jokerit uit de financiële crisis te kruipen. In een paar jaar tijd werd Jokerit een van de rijkste sportclubs in Finland.
Door deze financiële vooruitgang kon Jokerit zich topspelers permitteren. Er werden verschillende succesvolle transfers gedaan, waarvan Otakar Janecky, recordhouder voor het meest gescoorde punten, de bekendste was. Versterkt met deze sterspelers begon de succescarrière van Jokerit: ze wonnen 4 maal het Fins kampioenschap (1992, 1994, 1996 en 1997) en eenmaal het zilver, de Europa Cup in 1995 en 1996 en eenmaal het brons.
Harkimo drukte verder zijn stempel op de club door het semi-professionalisme te vervangen door (zijn idee van) een professionele sportclub. Jokeri-Hockey oy zorgde ervoor dat de Hartwall Areena in 1997 bezit werd van de club. De eigenaars van Jokerit veranderden naar Jokerit HC oyj. Jokerit richtte zich nu meer op de Europese Hockey League, hopend dat dit meer inkomsten zou geven dan de SM-liiga.
Met de nieuwe thuisbasis kwamen ook nieuwe spelers naar Jokerit om de (ietwat verouderde) kern te vervangen. Het succes van de voorbije jaren werd echter snel minder, aangezien ze in 1998 "maar" brons wonnen. Om de zaak te verergeren won in datzelfde jaar rivaal HIFK de titel. In 2000 verloren ze de finale en de resultaten in de Europese Hockey League waren ook niet bijster goed.

### Een nieuw millennium
In de jaren 2000 concentreerde het clubbestuur de activiteiten weer op de SM-liiga, tot genoegen van de supporters. In het seizoen 1999-00 speelde Jokerit met een goed team: ze bereikten de finales om daar tegen TPS te verliezen. Het volgend jaar viel het resultaat tegen, maar dit werd ruimschoots goedgemaakt door het seizoen 2001-02, waarin Jokerit zijn zesde kampioenschapstitel binnenrijfde.
In 2002-03 en 03-04 werden er geen medailles gehaald. Begin 2003 werd Glen Metropolit uit de NHL binnengehaald. Ondanks zijn matige prestatie in de NHL, werd hij topscorer in de reguliere competitie en play-offs in 2003-04 en in de reguliere competitie van 2004-05. Hierna werd hij echter bij de club weggehaald, tot grote spijt van de fans. Een andere belangrijke aanwinst was goalie Tim Thomas, die een reddingspercentage van 94,59% verkreeg in 2004-05.
Jokerit speelde weer een goed seizoen in 2004-05; ze werden tweede in de reguliere competitie en verloren in de finale van de play-offs tegen Kärpät.
In het seizoen 2005-06 had Jokerit echter weer een mindere periode en voor de eerste keer in 16 jaar slaagden ze er niet in de play-offs te bereiken.

### KHL
Eind 2013 werd er besloten dat de club na het seizoen 2013-2014 zou verdergaan in de Kontinental Hockey League (KHL). Vanaf het seizoen 2014-2015 wordt hun plaats in de SM-liiga opgevuld door Sport. Op 24 februari 2022, maakte Jokerit bekend dat ze zich terugtrokken uit de competitie vanwege de Russische invasie van Oekraïne in 2022. In mei werd Jokerit toegelaten tot de Mestis, de op één na hoogste klasse van ijshockey, vanaf het seizoen 2023-2024.

## Huidige spelers

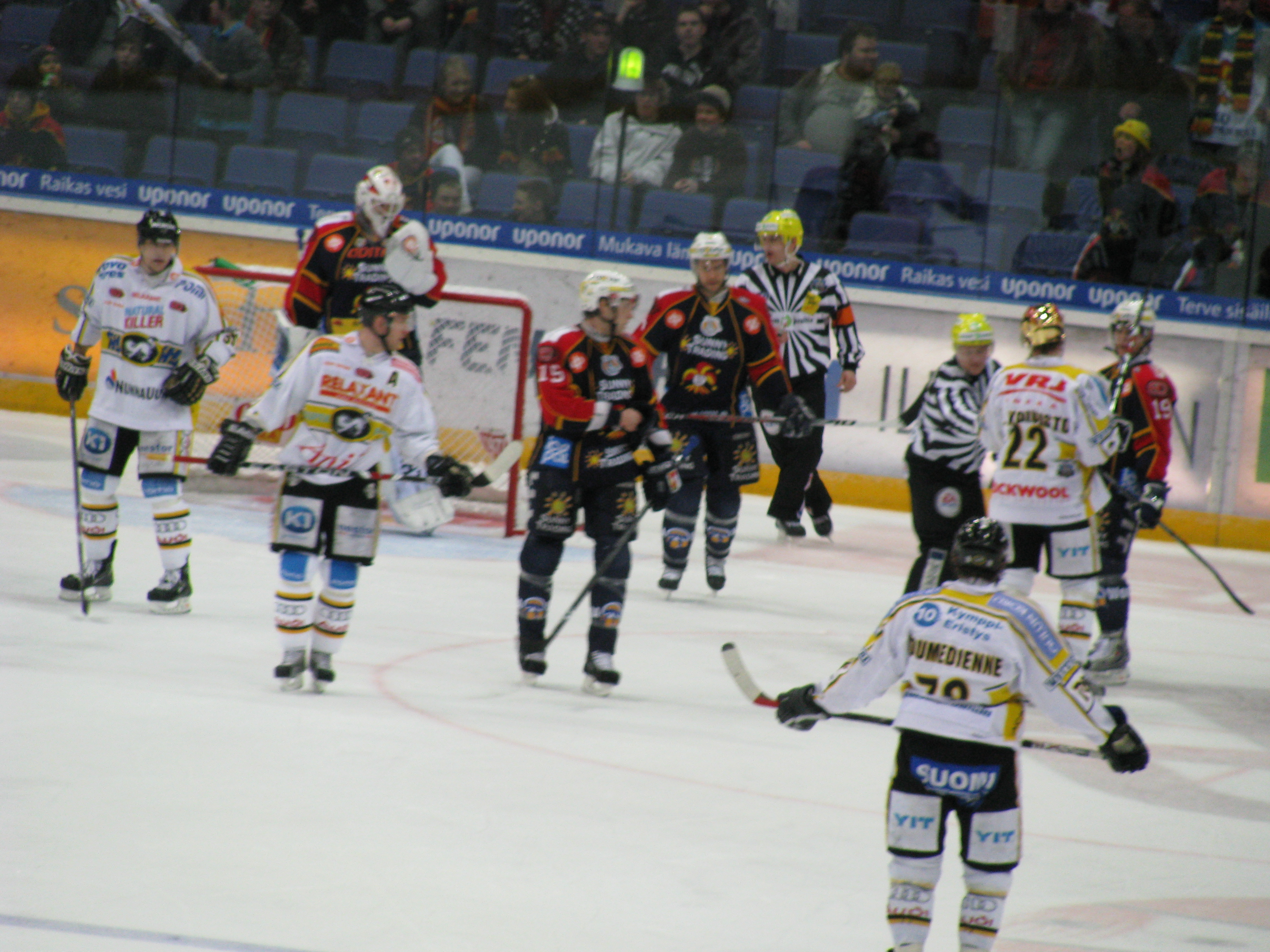
Jokerit in een wedstrijd tegen Kärpät

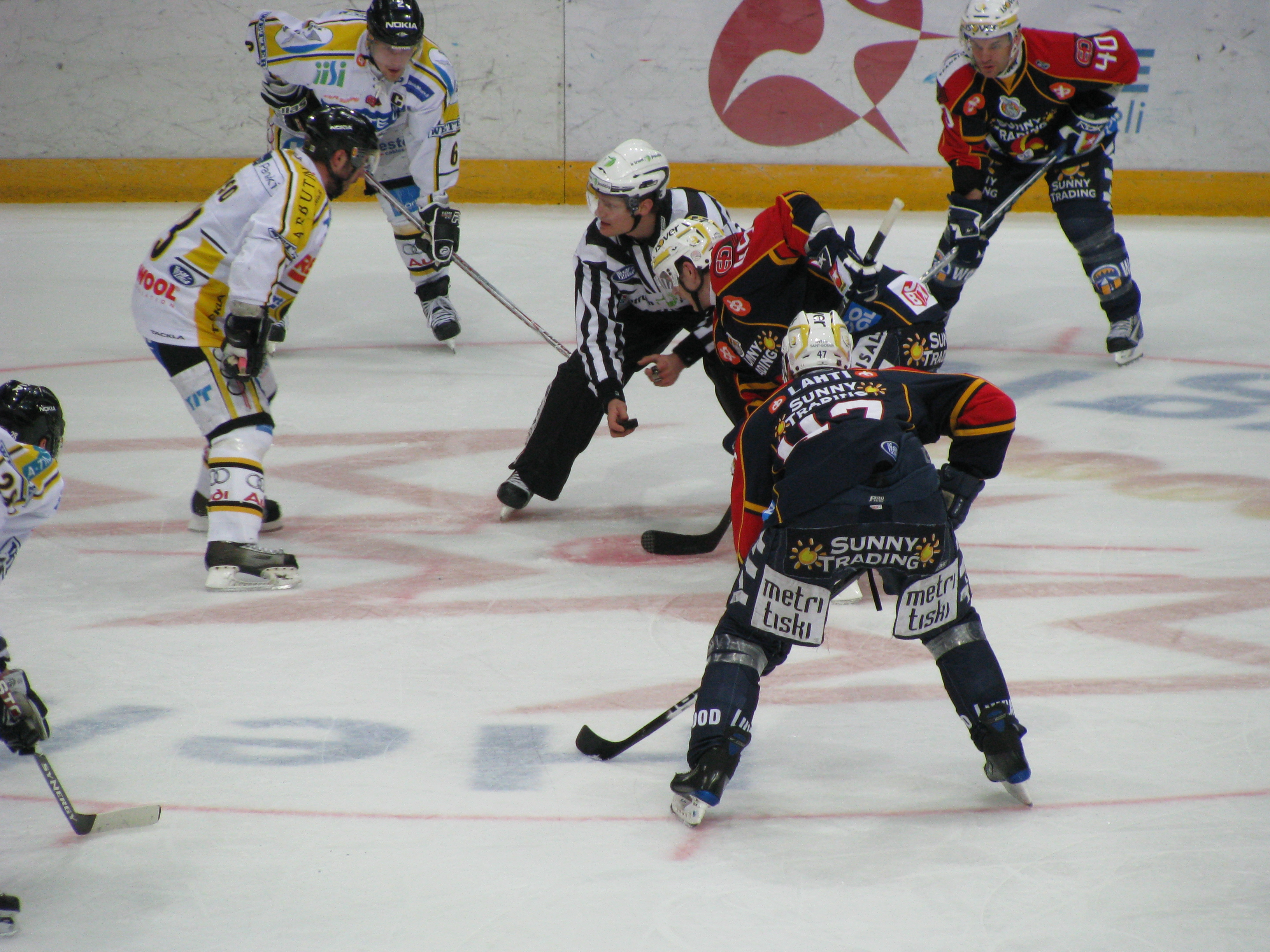

| Doelverdedigers | Doelverdedigers | Doelverdedigers | Doelverdedigers | Doelverdedigers | Doelverdedigers   | Doelverdedigers |
| Nummer          | Nationaliteit   | Speler          | Vangt met       | Contract tot    | Geboorteplaats    |                 |
| --------------- | --------------- | --------------- | --------------- | --------------- | ----------------- | --------------- |
| 1               | SVK             | Ján Lašák       | L               | 2011            | Zvolen, Slowakije |                 |
| 30              | FIN             | Frans Tuohimaa  | L               | 2012            | Helsinki, Finland |                 |
| 33              | FIN             | Mikko Strömberg | L               | 2011            | Helsinki, Finland |                 |
| 35              | FIN             | Mika Järvinen   | L               | 2012            | Hattula, Finland  |                 |

| Verdedigers | Verdedigers   | Verdedigers                    | Verdedigers | Verdedigers  | Verdedigers                          | Verdedigers |
| Nummer      | Nationaliteit | Speler                         | Schiet met  | Contract tot | Geboorteplaats                       |             |
| ----------- | ------------- | ------------------------------ | ----------- | ------------ | ------------------------------------ | ----------- |
| 2           | USA           | Jeremy Dehner                  | L           | 2011         | Madison, Wisconsin, Verenigde Staten |             |
| 4           | FIN           | Ossi Väänänen                  | L           | 2013         | Vantaa, Finland                      |             |
| 7           | FIN           | Antti-Jussi Niemi (vervangend) | L           | 2012         | Vantaa, Finland                      |             |
| 10          | FIN           | Marko Kauppinen                | L           | 2012         | Mikkeli, Finland                     |             |
| 15          | USA           | Justin Forrest                 | L           | 2011         | Auburn, New York, Verenigde Staten   |             |
| 20          | FIN           | Simo Mälkiä                    | R           | 2011         | Lappeenranta, Finland                |             |
| 21          | FIN           | Teemu Eronen                   | L           | 2012         | Vantaa, Finland                      |             |
| 50          | FIN           | Tommi Kivistö                  | L           | 2011         | Vantaa, Finland                      |             |
| 55          | FIN           | Jere Ölander                   | L           | 2011         | Helsinki, Finland                    |             |
| 58          | FIN           | Nico Manelius                  | L           | 2011         | Vantaa, Finland                      |             |

| Aanvallers | Aanvallers    | Aanvallers              | Aanvallers | Aanvallers | Aanvallers   | Aanvallers                               |
| Nummer     | Nationaliteit | Speler                  | Schiet met | Positie    | Contract tot | Geboorteplaats                           |
| ---------- | ------------- | ----------------------- | ---------- | ---------- | ------------ | ---------------------------------------- |
| 6          | FIN           | Teemu Pulkkinen         | R          | RF         | 2011         | Vantaa, Finland                          |
| 12         | FIN           | Esa Pirnes (vervangend) | L          | M          | 2011         | Oulu, Finland                            |
| 14         | FIN           | Tomi Mäki               | L          | M          | 2012         | Helsinki, Finland                        |
| 18         | FIN           | Semir Ben-Amor          | L          | A          | 2012         | Helsinki, Finland                        |
| 19         | FIN           | Ville Hämäläinen        | L          | M          | 2012         | Lappeenranta, Finland                    |
| 22         | FIN           | Jani-Petteri Helenius   | L          | A          | 2011         | Helsinki, Finland                        |
| 25         | FIN           | Jukka Hentunen          | R          | RF         | 2011         | Joroinen, Finland                        |
| 28         | FIN           | Jani Rita               | L          | RF         | 2011         | Helsinki, Finland                        |
| 29         | FIN           | Petteri Nokelainen      | R          | M          | 2012         | Imatra, Finland                          |
| 41         | FIN           | Ossi Saarinen           | L          | RF         | 2011         | Helsinki, Finland                        |
| 42         | USA           | Ben Eaves               | R          | M          | 2011         | Minneapolis, Minnesota, Verenigde Staten |
| 44         | FIN           | Antti Kerälä            | L          | M          | 2012         | Hattula, Finland                         |
| 47         | FIN           | Janne Lahti             | L          | LF         | 2013         | Riihimäki, Finland                       |
| 49         | FIN           | Tuomas Pihlman          | L          | LF         | 2011         | Espoo, Finland                           |
| 51         | FIN           | Jan-Mikael Juutilainen  | L          | M          | 2011         | Helsinki, Finland                        |
| 53         | FIN           | Tomi Pallassalo         | L          | A          | 2011         | Helsinki, Finland                        |
| 66         | FIN           | Olavi Vauhkonen         | R          | RF         | 2011         | Helsinki, Finland                        |
| 72         | FIN           | Ilmari Pitkänen         | L          | A          | 2011         | Viljakkala, Finland                      |
| 90         | FIN           | Tony Pulkkinen          | R          | A          | 2011         | Vantaa, Finland                          |